# Solenopsis schilleri
Solenopsis schilleri é uma espécie de formiga do gênero Solenopsis, pertencente à subfamília Myrmicinae.